# Cadillac Aurora
Le concept-car Cadillac Aurora a été dévoilé par Cadillac au Salon de l'auto de Chicago 1990. Il comprenait un moteur V8 de 4,5 litres Cadillac Northstar, une transmission automatique à 4 vitesses et une traction intégrale avec antipatinage.
En termes de concept de groupe motopropulseur et de design d'intérieur, sa version de série est devenue l'Oldsmobile Aurora, dévoilée en 1995. Son design extérieur portait des indices qui formaient le style de la berline européenne Opel Omega B lancée en 1994.
L'Aurora apparaît dans une scène du film Demolition Man.